# Roko Arneri
Roko Arneri (Korčula, 3. lipnja 1865. – Korčula, 5. ožujka 1948.), bio je hrvatski političar, odvjetnik, javni radnik i saborski zastupnik. Od 1928. nosio je prezime Arnerić.
Obnašao je dužnost gradonačelnika grada Korčule od 1897. do 1918. godine. Bio je zastupnikom u Dalmatinskom saboru od 1901. do 1908. godine. 
Bio je u Stranci prava do 1905. godine, a potom je u Hrvatskoj stranci. 
Rujna 1908. je postao dopredsjednikom Samostalne organizacije Hrvatske stranke, dok je Pero Čingrija bio predsjednikom a Milorad Medini tajnikom. To je bila organizacija koja je okupila većinu bivših pristaša Hrvatske stranke iz dubrovačkog i korčulanskog kotara. Radilo se o organizaciji koja je suprotstavila se novoj struji u Hrvatskoj stranci, zagađenu austrofilstvom zbog masovnog priljeva članstva Narodne hrvatske stranke. Odvajanje ove skupine je bio jednim od razloga sloma politike novog kursa u Dalmaciji.
Arneri nije prošao nezapažen ni u kasnijoj hrvatskoj enciklopedistici, pa ga je zabilježio i Hrvatski biografski leksikon iz 1983. godine.